# Sobremunt
Sobremunt ist eine katalanische Gemeinde (Municipio) mit 101 Einwohnern (Stand: 2024) in der Provinz Barcelona im Nordosten Spaniens. Sie liegt in der Comarca Osona. Neben dem Hauptort Sobremunt besteht die Gemeinde aus den Ortschaften Santa Llúcia de Sobremunt und Sorreig.

## Geographie
Sobremunt liegt etwa 80 Kilometer nördlich von Barcelona in einer Höhe von ca. 880 m. 

## Demografie
| 1900 | 1930 | 1950 | 1970 | 1981 | 1991 | 2001 | 2011 | 2021 |
| ---- | ---- | ---- | ---- | ---- | ---- | ---- | ---- | ---- |
| 178  | 259  | 234  | 118  | 63   | 91   | 87   | 91   | 77   |

## Sehenswürdigkeiten

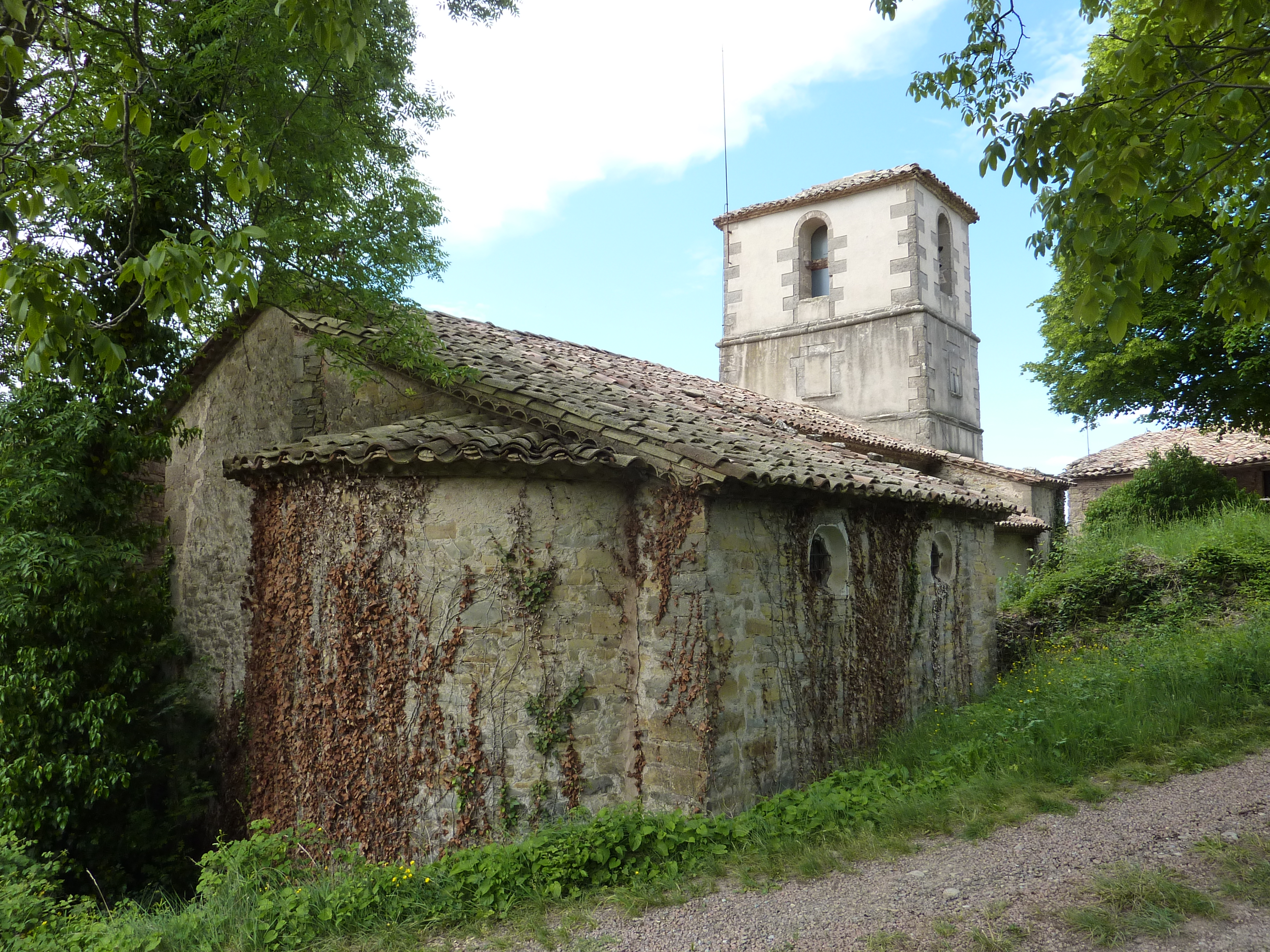
Martinskirche
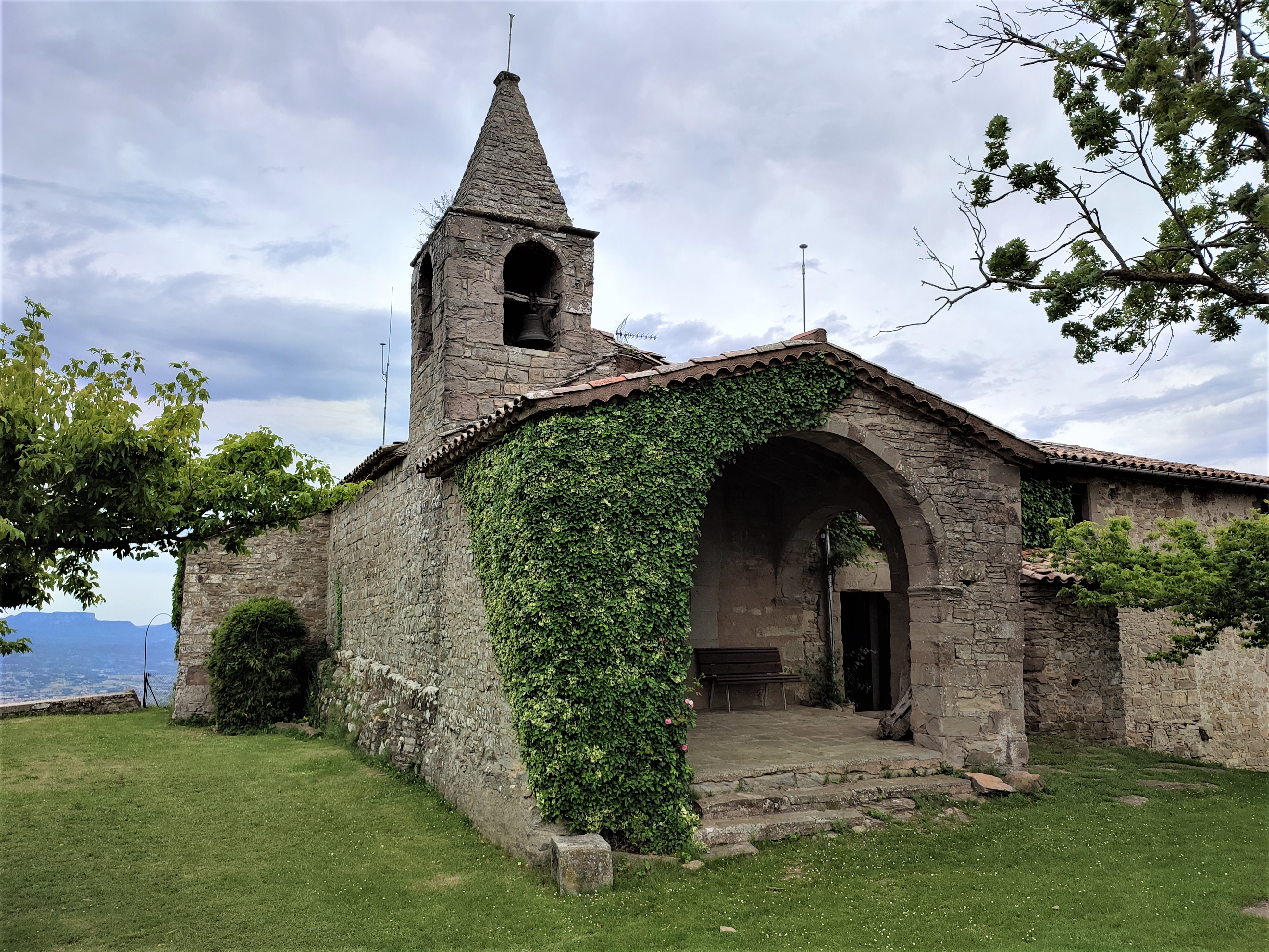
Luzienkapelle
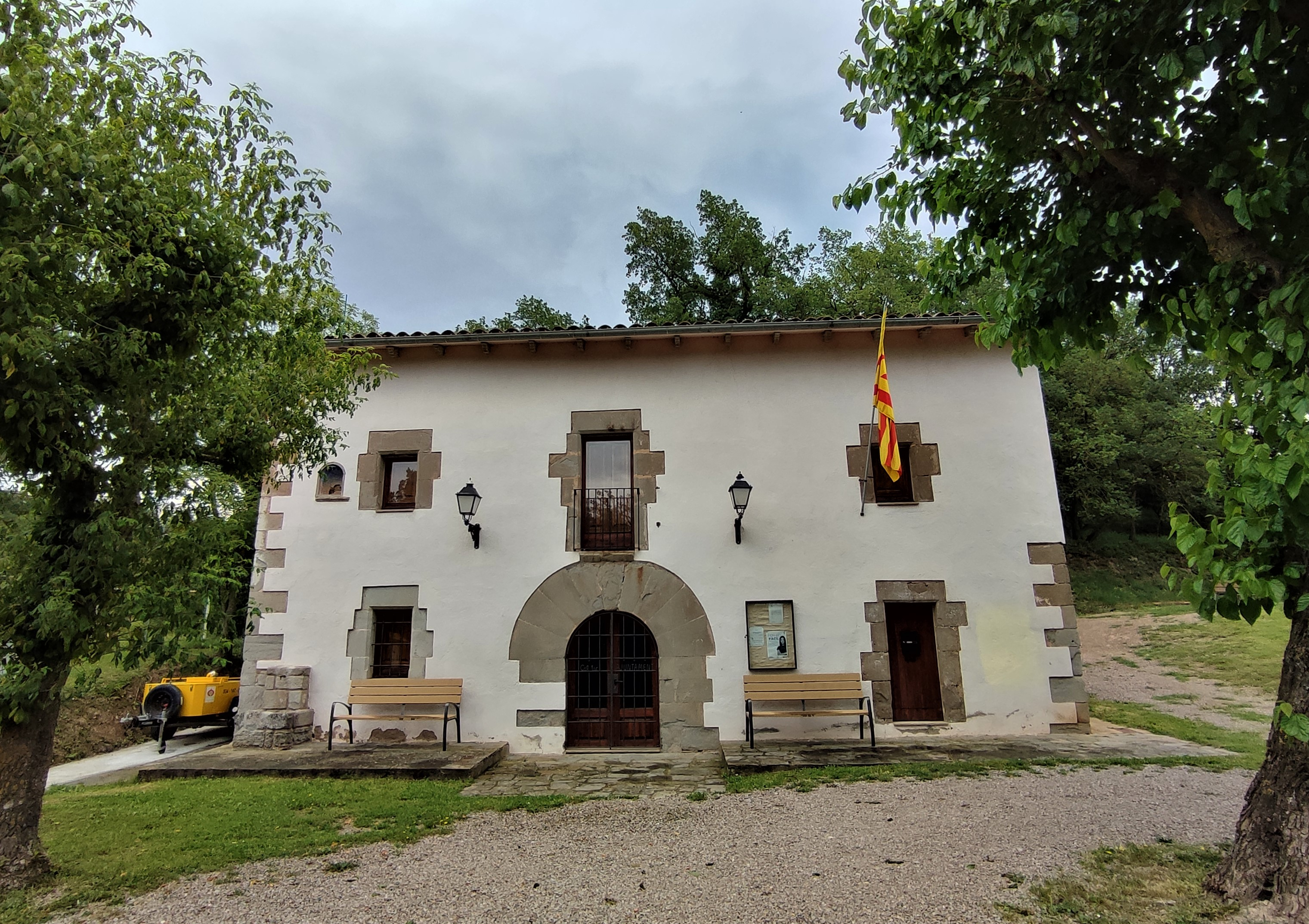
Rathaus

- Martinskirche
- Luzienkapelle
- Rathaus